# Llorac
Llorac és un municipi ubicat a l'extrem septentrional de la comarca de la Conca de Barberà, i en la comarca natural de la Baixa Segarra. El seu terme és força accidentat. Ocupa el primer tram del riu Corb, que neix al terme de Rauric. El poble de Llorac està ubicat al peu d'un petit tossalet, a la vora del riu Corb. L'església, d'origen romànic, està dedicada a Sant Joan i fou refeta vers la fi del segle xviii.
Fou el centre de la baronia de Llorac, relacionada amb els senyors feudals de Solivella. El castell de Llorac té en pedra picada l'escut dels Alenyà. S'hi relaciona la família Guimerà, entre d'altres llinatges, fins als Duran. El nom del municipi prové del llatí *Lauraccu, derivat del nom propi llatí Laurus.
A més de la població de Llorac, comprèn les pedanies de Rauric, La Cirera, Albió, que sempre fou una castlania de la comanda hospitalera de Vallfogona de Riucorb, i el despoblat de Montargull.

## Història
A la primera meitat del segle xii, l'orde de l'Hospital adquireix l'església de Santa Maria de l'Hospital. A finals de la centúria, concretament el 1196, també reben el castell de Llorac que els cedeix Gombau d'Oluja. Segons recull l'Ajuntament de Llorac, “a començant del segle xiii els Hospitalers establiren una casa a Llorac que després dependria de la Comanda de Cervera”, que a mitjans de la centúria (1250) el cedeix al monestir d'Alguaire. Passats pocs anys, Marquesa de Guàrdia, fundadora d'aquest monestir, acusa Pere de Queralt d'haver espoliat el castell de Llorac (1254).
El 1339, el montblanquí Francesc Alemany adquireix el terme, lloc i castell de Llorac, i en pren possessió real i corporal. Dos anys més tard, amb el beneplàcit de Pere el Cerimoniós, també n'obté el mixt imperi i la jurisdicció (1341). Guillem d'Alenyà, fill de Francesc, pren possessió real i corporal del terme, lloc i castell el 1355, a qui el succeí el parent Guiamó d'Alenya el 1361. La família montblanquina encara en mantenia el domini el 1370, però per poc temps. El 1382, el lloc de Llorac és venut per Guillem de Janer i la seva esposa Elionar a Gispert de Guimerà.
El llinatge posseirà el Senyoriu de Llorac fins ben entrat el segle xvii. Guerau de Guimerà el senyor de Llorac el 1442, quan Pere Metge, fill del cronista Bernat Metge, li reclama el pagament d'un deute. Vers 1575 el senyoriu recau en Joan de Guimerà i Marimon, a qui probablement succeeix Gispert de Guimerà i Llupià. El 1585, Felip I d'Aragó li confirma la jurisdicció civil i criminal en la celebració de les Corts Generals de Montsó.
El 1661, el mercader barceloní Lluís Claresvalls compra el terme, castell i lloc de Llorac, amb tota la jurisdicció civil i criminal, en un encant públic. Els Claresvalls esdevindran els Senyors de la població fins a 1736, quan Jeroni de Claresvalls i Miquel ven el senyoriu a Francesc Jover, pagès de Santa Coloma de Queralt. Vint-i-cinc anys més tard, la universitat de Llorac fa una sol·licitud per integrar-se a la jurisdicció de la Corona a canvi d'un pagament de 4.500 lliures a Josep Jover (1761). Malgrat aquest intent, els Jover mantindran la possessió de Llorac. El 1797 executen obres al castell per valor de 234 lliures.
Llorenç-Jaume Grau registra que “Esperança Jover, filla i hereva del baró de Llorac Francesc Jover, es casà amb Josep Dalmases (Santa Coloma de Queralt), fet que suposa que els titulars de la baronia tinguin com a cognom el de Dalmases". Així, Pau Grau Dalmases pren possessió corporal del lloc i terme de Llorac el 1828.
El 1857 Llorac va assolir el màxim poblacional registrat (463 habitants). Des de llavors, a excepció del primer terç del segle xx, ha viscut una progressiva pèrdua de veïns.

## Geografia
- Llista de topònims de Llorac (Orografia: muntanyes, serres, collades, indrets…; hidrografia: rius, fonts...; edificis: cases, masies, esglésies, etc.).

| Entitat de població | Habitants (2024) |
| Albió               | 43               |
| Llorac              | 31               |
| Rauric              | 14               |
| la Cirera           | 14               |
| Font: Idescat       |                  |

## Demografia
| 1497 f | 1515 f | 1553 f | 1717 | 1787 | 1857 | 1877 | 1887 | 1900 | 1910 |
| ------ | ------ | ------ | ---- | ---- | ---- | ---- | ---- | ---- | ---- |
| 31     | 321    | 36     | 140  | 198  | 463  | 364  | 337  | 341  | 351  |

| 1920 | 1930 | 1940 | 1950 | 1960 | 1970 | 1981 | 1990 | 1992 | 1994 |
| ---- | ---- | ---- | ---- | ---- | ---- | ---- | ---- | ---- | ---- |
| 421  | 391  | 281  | 276  | 211  | 120  | 100  | 101  | 104  | 104  |

| 1996 | 1998 | 2000 | 2002 | 2004 | 2006 | 2008 | 2010 | 2012 | 2014 |
| ---- | ---- | ---- | ---- | ---- | ---- | ---- | ---- | ---- | ---- |
| 122  | 119  | 120  | 126  | 124  | 116  | 106  | 107  | 118  | 112  |

| 2016 | 2018 | 2020 | 2022 | 2024 | 2026 | 2028 | 2030 | 2032 | 2034 |
| ---- | ---- | ---- | ---- | ---- | ---- | ---- | ---- | ---- | ---- |
| 96   | 100  | 91   | 96   | 101  | -    | -    | -    | -    | -    |

## Economia
L'economia del municipi es basa en l'agricultura de secà dedicada bàsicament als cereals. També hi ha presència, en petites dimensions, de vinya i ametllers.

## Festes
- Aplec a l'Església de Sant Jaume de Montargull: 25 de juliol
- Festa Major de la Cirera: Mare de Déu d'Agost
- Festa Major de Llorac: Últim cap de setmana d'agost
- Festa Major de l'Albió: Primer diumenge setembre
- Festa Major de Rauric: Primer diumenge de setembre